# Мъртва точка
„Мъртва точка“ (на английски: Blindspot) е американски сериал, който дебютира на 21 септември 2015 г. по NBC.
На 10 май 2018 г. сериалът е подновен за четвърти сезон, а премиерата му е на 12 октомври 2018 г. На 10 май 2019 г. сериалът е подновен за последен пети сезон, който започва на 7 май 2020 г. и завършва на 23 юли 2020 г.

## Актьорски състав
- Съливан Стейпълтън – Кърт Уелър
- Джейми Александър – Реми „Джейн Доу“ Бригс
- Роб Браун – Едгар Рийд
- Одри Еспарца – Наташа „Таша“ Запата
- Ашли Джонсън – Патерсън
- Уквели Роач – Робърт Бордън
- Мариан Жан-Батист – Бетани Мейфеър
- Арчи Панджаби – Нас Кама
- Люк Мичъл – Роман Бригс
- Мишел Хърд – Елън „Шепърд“ Бригс
- Енис Есмер – Рич Дотком

## „Мъртва точка“ в България
В България сериалът започва на 15 август 2016 г. по bTV Action, всеки делник от 22:30. Втори сезон започва на 23 януари 2018 г., всеки делник от 20:00. Трети сезон започва на 9 октомври 2018 г., всеки делник от 20:00. Четвърти сезон започва на 1 октомври 2019 г., всеки делник от 20:00. На 23 декември 2020 г. започва пети сезон, всеки делник от 20:00 и завършва на 6 януари 2021 г. Дублажът е на студио VMS. Ролите се озвучават от артистите Ася Рачева, Татяна Захова, Калин Сърменов в първи сезон, Момчил Степанов от втори сезон до пети сезон, Владимир Колев и Илиян Пенев.
На 8 март 2022 г. започва по Fox от вторник до четвъртък от 22:55. На 26 април започва втори сезон. На 5 януари 2023 г. започва трети сезон, всеки делник от 23:50. Дублажът е на студио Про Филмс. Ролите се озвучават от артистите Йорданка Илова, Татяна Захова, Константин Лунгов, Росен Русев и Александър Митрев.